# Frossbach
Der Frossbach ist ein etwa 0,9 Kilometer langer linker und westlicher Zufluss des Aubachs im hessischen Lahn-Dill-Kreis.

## Geographie

### Verlauf
Der Frossbach entspringt im Waldgebiet Weisshecke einer gefassten Quelle.
Er passiert in südöstlicher Richtung das Hühnerdorf, eine Schrebergartensiedlung des örtlichen Kleintierzuchtvereins, fließt dann durch Wiesen, bevor er die ehemalige Bahnstrecke Haiger–Breitscheid kreuzt. Anschließend fließt er ein kurzes Stück entlang der Langenaubacherstrasse. Es folgt noch eine kurze Verrohrungsstrecke, bis der Frossbach nördlich des Langenaubacher Neubaugebietes Kalkhecke in den Aubach mündet.

### Zuflüsse
Der Frossbach hat folgende Zuflüsse:
- (Zufluss) (rechts), 0,45 km (GKV DE/258432512)
- (Zufluss) (links), 0,1 km

### Ortschaften
Einzige Ortschaft am Frossbach ist der Ortsteil Langenaubach der Stadt Haiger.